# Louis de Maugiron
Pour les articles homonymes, voir Maugiron.
Louis de Maugiron, dit « le Beau Borgne », né en 1560 et mort le 27 avril 1578, est l'un des mignons du roi de France Henri III.

## Biographie
Il est le fils de Laurent de Maugiron (mort en 1588), capitaine de l’armée royale dans les guerres contre l’Espagne, lieutenant-général du Dauphiné et gouverneur de Vienne.
Le roi Henri III fait sa connaissance lors du passage de sa cour à Vienne, le 15 novembre 1574. À seulement seize ans, il entre alors au service du souverain comme chambellan aux affaires.
Il fut tué le 27 avril 1578 lors du fameux duel des Mignons, alors qu'il était présent, initialement, comme témoin de Jacques de Caylus.

## Pour en savoir plus